# Festa de la Fil·loxera
La Festa de la Fil·loxera és una festa popular que se celebra a Sant Sadurní d'Anoia (Alt Penedès) el 7 i 8 de setembre. Té com a protagonistes el foc i la música, commemorant que a final del segle XIX els sadurninencs van superar la plaga de la fil·loxera que va arrasar les vinyes del municipi. Està declarada Festa popular d'interès cultural des del 31 de juliol de 2017.

## Història
La primera Festa de la Fil·loxera va tenir lloc el 8 de setembre de 1982, a la plaça de l'Església, amb el nom aleshores d'Espectacle de la Fil·loxera. Ja l'any anterior la 'fil·loxera', novetat en el bestiari popular català, havia participat en les matinades i cercavila de les Fires i Festes del 6 de setembre de 1981. Amb els anys es van anar afegint altres elements, com les fil·loxeretes, els pagesos, els Set savis de Grècia, els ceps.
La idea de crear un drac de foc, que fos símbol de Sant Sadurní, va venir de l'alcalde del poble, Carles Querol, historiador, el 1981. El Taller, un estudi local de disseny, integrat per Mercè Gost, Montse Mateu, Àngels Puigmartí i Jaume Esteva, van crear la Fil·loxera. El 1982 van afegir els ceps i 8 pagesos, tots ells elaborats de manera molt casolana. El 1983 ja eren 16 pagesos i els ceps ja podien treure foc verd o vermell. A partir de 1984 s'anaren construint els 7 savis de Grècia. El 1987, any del centenari de la plaga, es creà el format actual de la festa, renovant els elements i afegint les fil·loxeretes. La nova figura de la fill·loxera, creada per Amadeu Ferré, debutà el 1990. El 1999 es van acabar de construir els 7 savis, construïts cada any un per la Comissió de la Fil·loxera, completant així tots els elements de la festa.
La festa actual la gestiona l'Associació Festa de la Fil·loxera.

## La festa

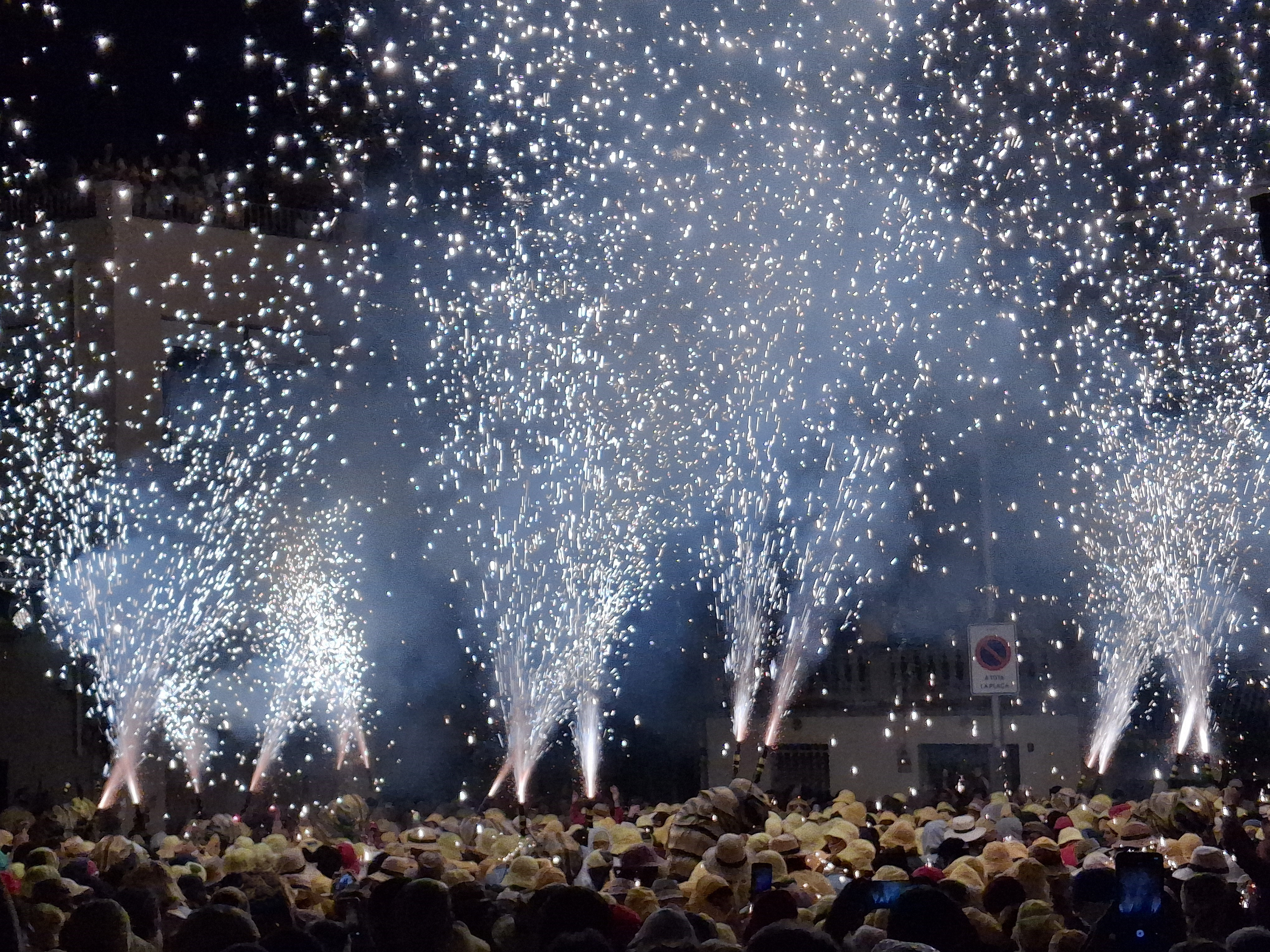
Fil·loxeretes a la plaça de l'Església

La festa comença el vespre del dia 7 de setembre, amb l'escampada de les 30 fil·loxeretes, que envaeixen els carrers de la ciutat, traient foc per les antenes, al ritme dels tambors, fins a trobar-se a la plaça de l'Era d'en Guineu. Sant Sadurní ja està infectat. L'endemà al vespre, 8 de setembre, tots els elements desfilen per ordre des del Raval fins a la plaça de l'Església, on es representen vuit escenes. Els primers són els dotze capgrossos que representen els pagesos, que dansen al so d'una música animada, sense saber el que els espera. De sobte s'apaguen els llums dels carrers i apareix l'element principal, la gran fil·loxera i les 30 fil·loxeretes, que amb la seva dansa de foc fan fugir els pagesos. Apareixen aleshores els catorze ceps, amb les tres branques traient foc vermell, que indica que les plantes estan infectades. Els pagesos tornen a aparèixer, amb una dansa diferent, que evidencia que estan buscant la solució, i a continuació es presenten els 7 savis, ballant un valset, quan encara no han trobat la solució. La fil·loxera i les fil·loxeretes segueixen envaint el poble amb els seus petards, fins que els set savis de Grècia troben la solució: replantar els ceps amb peus americans, que són immunes a la plaga. Els ceps tornen a escena, aquest cop traient foc verd, per indicar que la malaltia ha desaparegut i el poble pot quedar tranquil. Per a celebrar-ho es destapen simultàniament 150 ampolles de cava cap al cel, ruixant els assistents, que ballen i canten al so de l'orquestra el ball del triomf final, on tots els participants i assistents fan un ball multitudinari fent voleiar mocadors grocs.
El 8 de setembre al migdia se celebra la Fil·loxera infantil, que fa un recorregut des de la plaça de l'Església fins a la plaça de l'Ajuntament. També amb foc, però amb bengales petites i petards, apareixen la fil·loxera infantil, de tres metres de llarg, 14 fil·loxeretes, 10 ceps, 10 larves i 2 savis infantils. Els pagesos no són capgrossos, sinó nens disfressats.

## Elements

### Fil·loxera

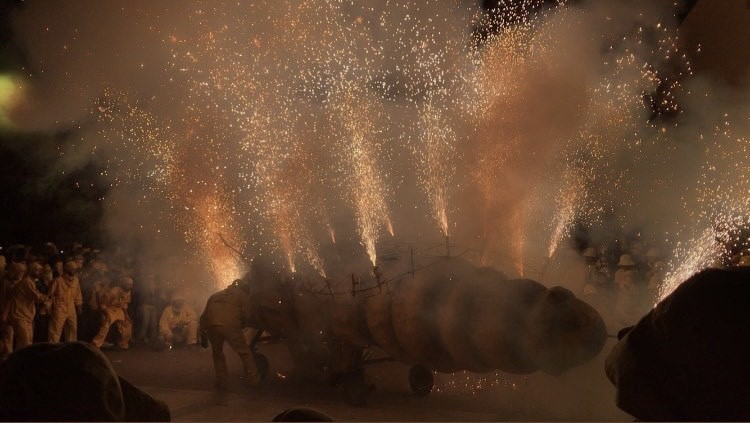
La fil·loxera

La fil·loxera és l'element central de la festa. Representa l'insecte que va produir la plaga el 1887. La figura actual, que va debutar el 1990, és obra de l'artesà Amadeu Ferré. És una bèstia de color groc (el color de l'insecte) amb cap i cua mòbils, que amb les quatre ales esteses mesura 5 m d'amplada, 7 m de llargada i 2,5 m d'alçada. Construïda de fibra de vidre sobre estructura de ferro, pesa 305 kg. Té quatre potes amb rodes de goma i és conduïda per tres portadors. Llança foc per 23 punts diferents.
La fil·loxera inicial, de 1981, era obra del Taller, Tenia dues ales i era portada a pes per tres persones des de dins (l'insecte tenia sis potes) i dues la guiaven des de fora. Era molt artesanal, amb estructura de ferro recoberta de malla de galliner i pasta de paper al cos i de roba a la cua.
Durant la seva actuació segueix el ritme de tabals i caixes que du el mateix nom.

### Fil·loxeretes

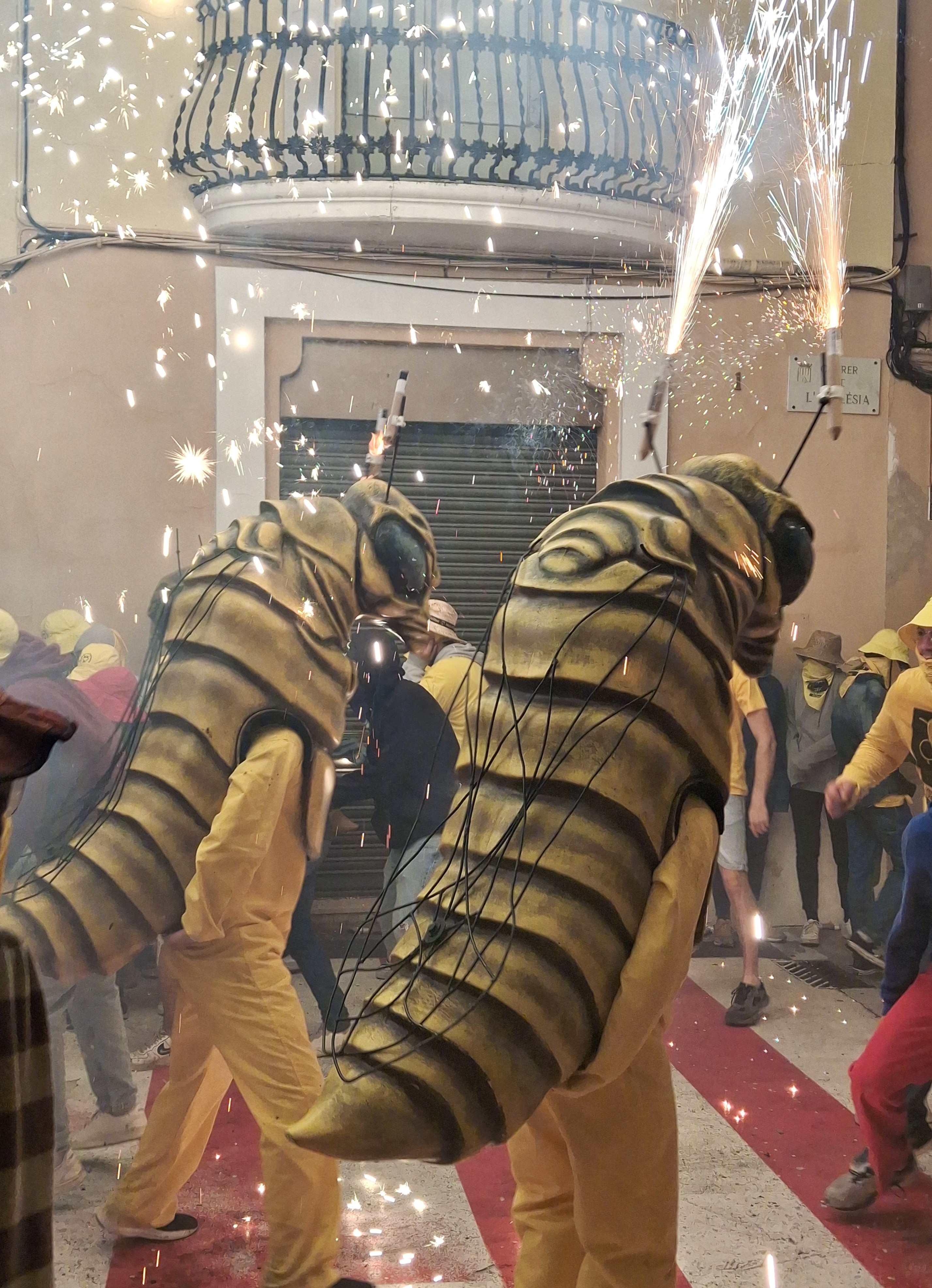
Fil·loxeretes

Les 30 fil·loxeretes són un símbol de la rapidesa i virulència amb què es va reproduir la plaga. Ideades per Dolors Sans, van fer la primera aparició el 1987. Estan fetes de fibra de vidre al cos i de ferro a les ales. Amb 1,5 m d'alçada i 13 kg de pes, són mogudes per un únic portador. Duen dos punts de foc a les antenes.

### Els pagesos

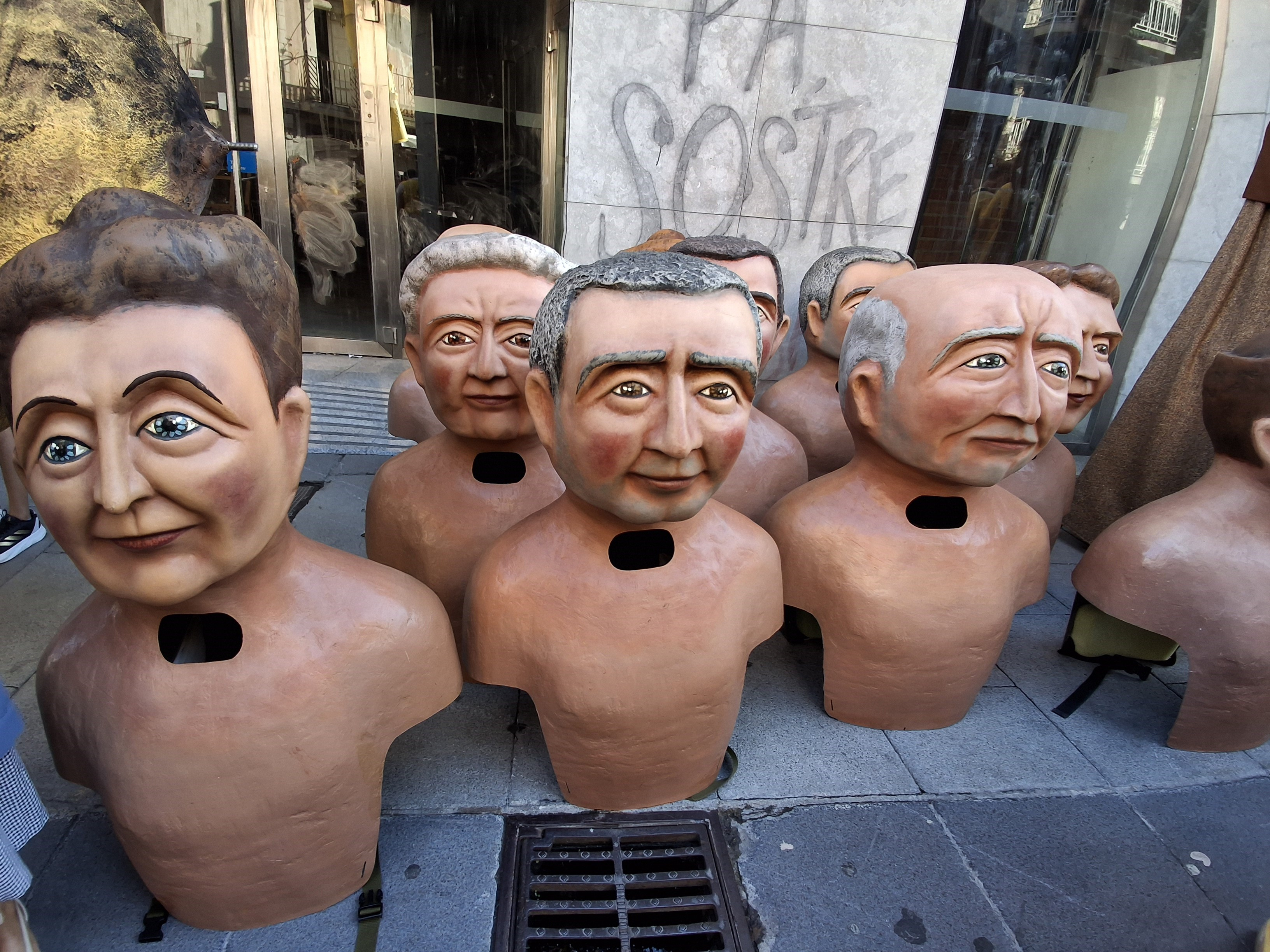
Els pagesos

Els pagesos són 12 capgrossos que representen les figures reals de pagesos que vivien al poble durant l'episodi de la fil·loxera. Són de cartó pedra, pesen de 5 a 6 kg. Van ser construïts el 2001 per Montse Mateu, i vestits per Cristina Güell, basant-se en fotografies de pagesos –anònims– del segle xix. El ball dels pagesos representa la població, que va patir i combatre la plaga. El seu ball, format en rotllana, és acompanyat per la peça que porta el seu nom i que va ser composta per a gralla a càrrec de Jaume Esteve l'any 1982, actualment arranjat per orquestrina.

### Els set savis de Grècia

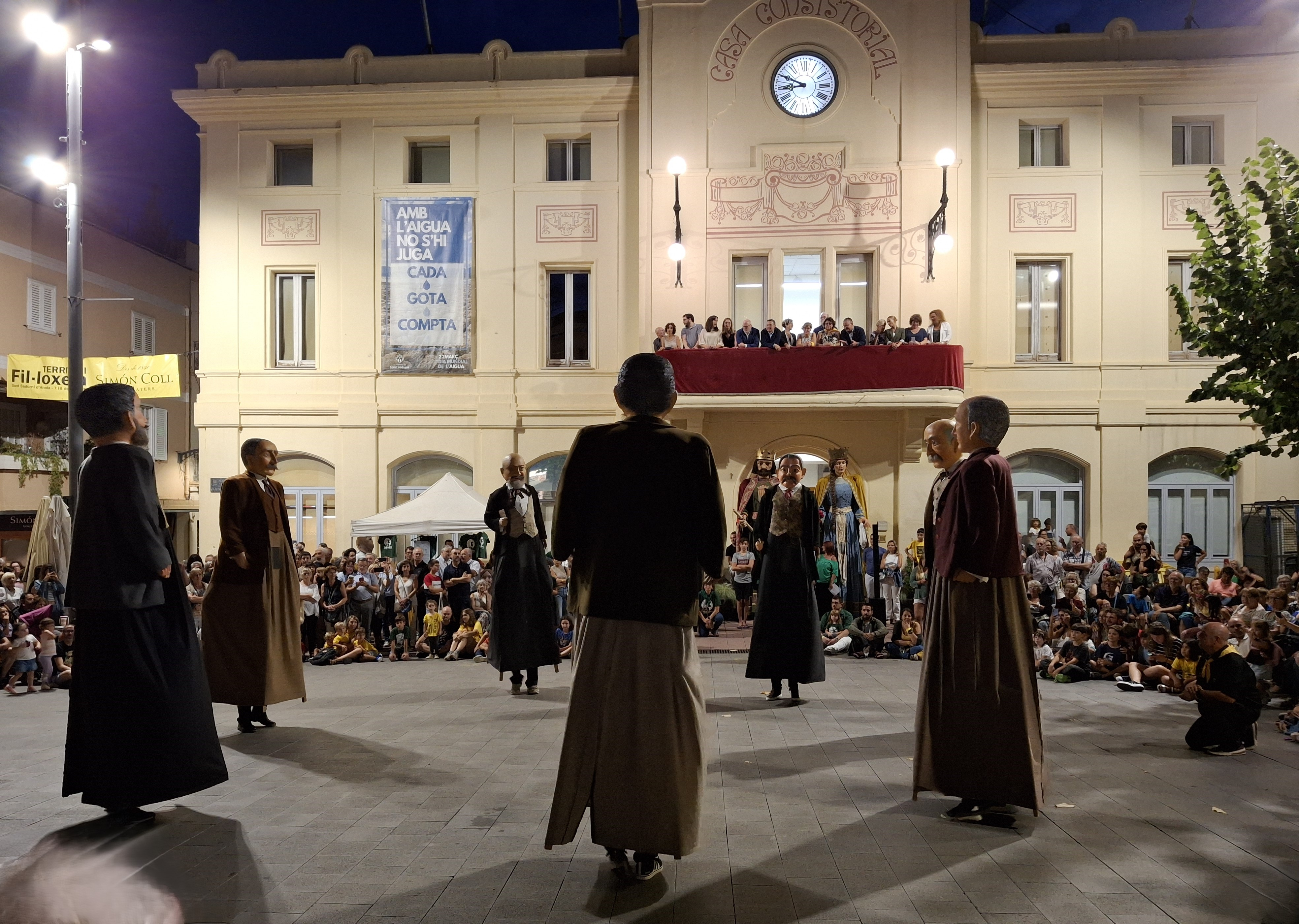
Els set savis de Grècia, a la plaça de l'Ajuntament

Els set savis de Grècia són 7 gegantons que representen els propietaris que van dirigir la lluita contra la fil·loxera. Cada any se'n construïa un, i el 1999 van acabar el darrer. Hi estan representats: Marc Mir de Can Guineu, Manel Raventós, el doctor Antoni Escayola, Francesc Romeu, Modest Casanovas, Pere Rovira i Rafael Mir, tots personatges reals de finals del segle xix. Els tres primers van ser construïts per Montse Mateu, Mercè Gost i Mercè Beneit, i els altres quatre per Mateu.

### Els ceps

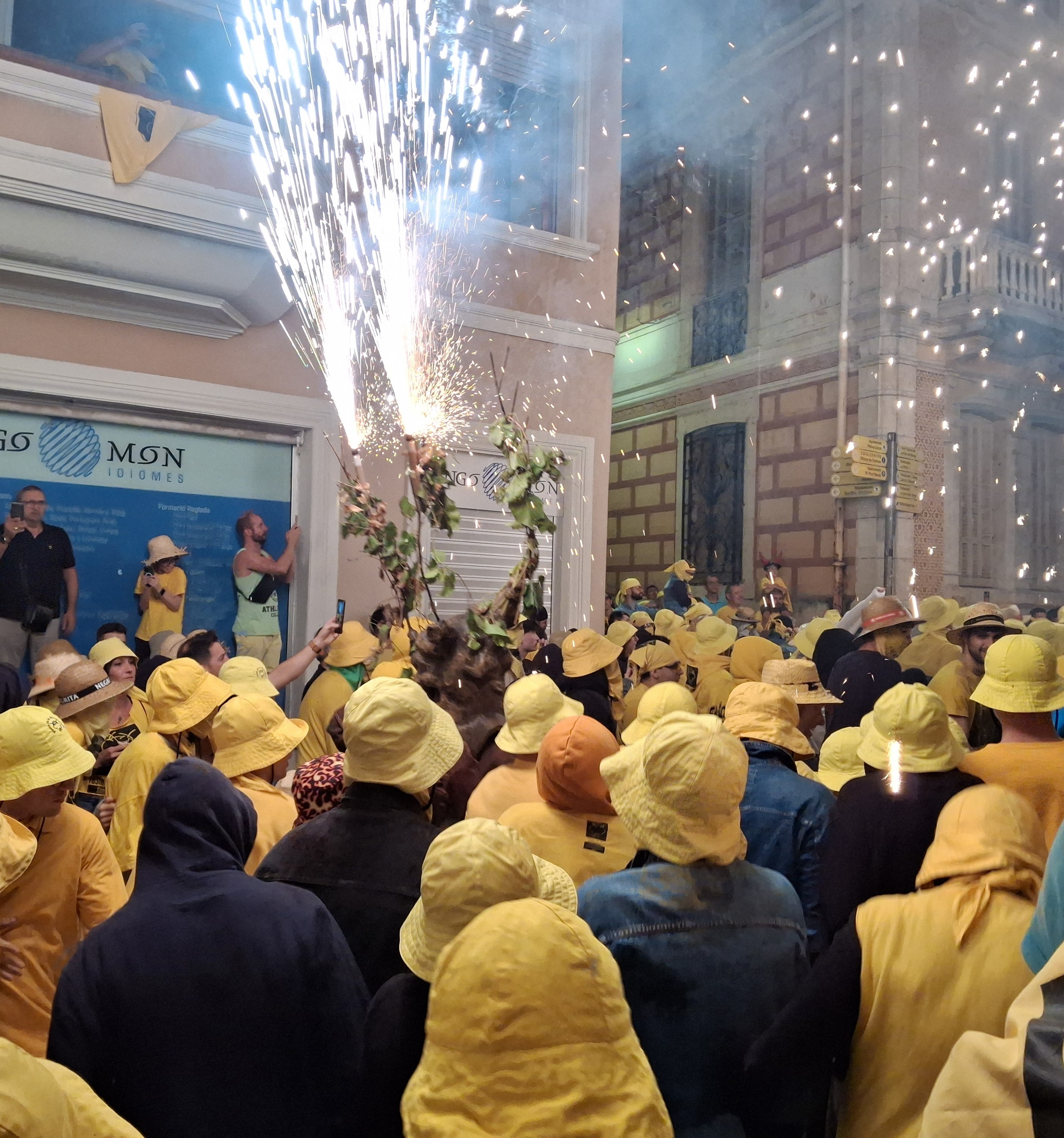
Els ceps

Els ceps són 14 capgrossos que representen la soca de la vinya. Redissenyats el 1989 per la vilafranquina Dolors Sans, són de fibra de vidre, de 6 kg de pes i 1 m d'alçada. Els portadors van vestits amb tons terrosos i pàmpols estampats, i cada cep balla guiat per un acompanyant. Disposen de 3 punts de foc als extrems dels sarments, que és de color vermell quan està malalt, i de color verd quan està sà.

### Fil·loxera infantil
La primera fil·loxera infantil va ser feta per nens i nenes participants en un casal d'estiu el 1993. El 1998 Jep Bargalló i Yolanda Márquez van dissenyar l'actual, construïda en fibra de vidre, mesura 3 m de llarg, 2 m d’ample i 1,70 m d’alçada, i el pes és de 63 kg, muntada sobre quatre rodes i porta dos punts de foc a les banyes i un a la cua.

## La música

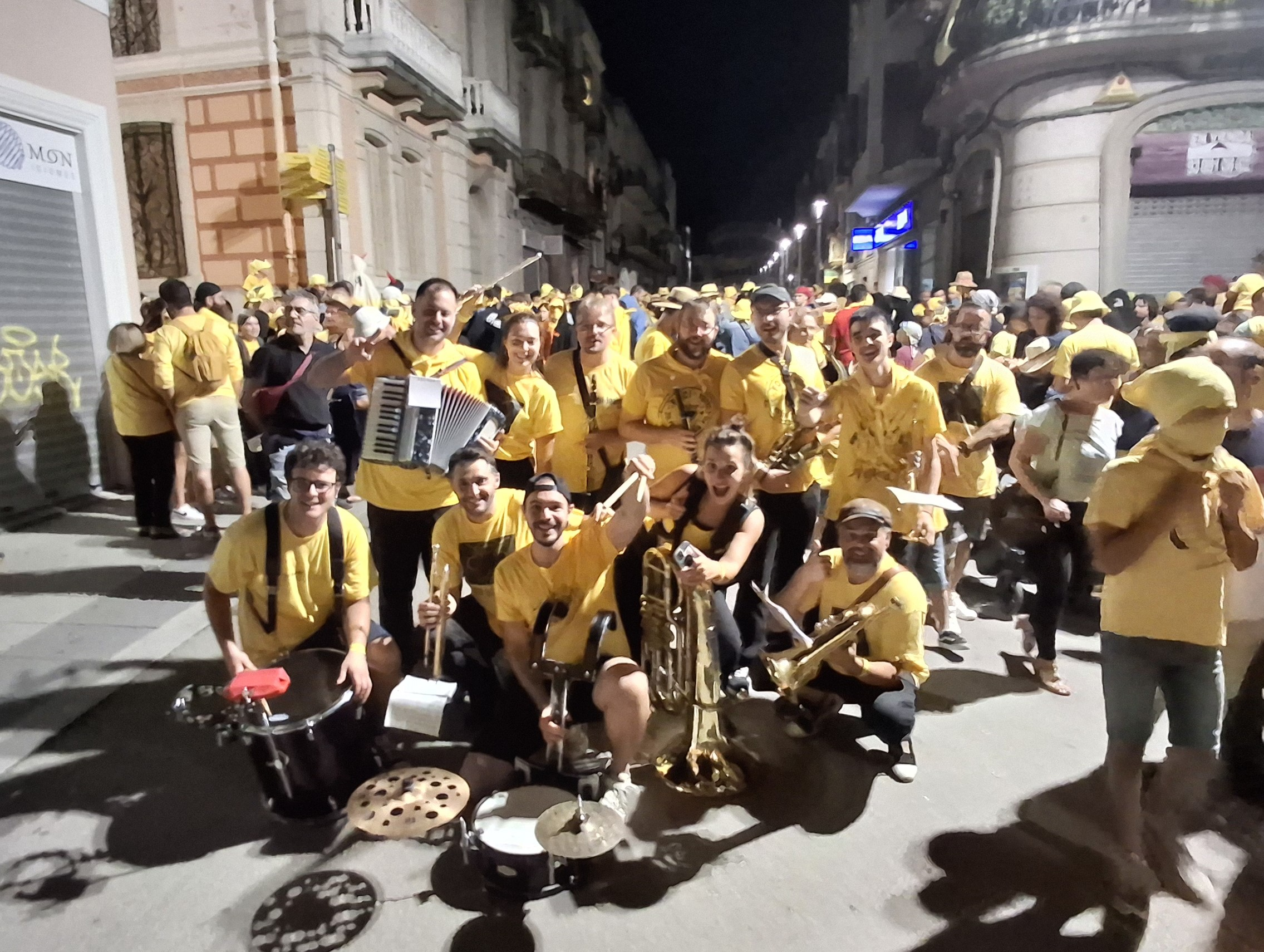
L'Orquestrina de la Fil·loxera

La música té un paper clau en la festa. El primer any la fil·loxera va tenir l'acompanyament musical de la Banda de Ciutat Badia; del 1982 al 1990, el de la Banda Puig de Vilanova i la Geltrú; durant la dècada dels 90, de la Banda del Prat de Llobregat; i a partir del 2001 passaria a tenir una Orquestrina pròpia, inicialment formada per músics de la comarca, però que cada vegada n’ha anat incorporant més de Sant Sadurní.
L’Orquestrina de la Fil·loxera toca en la baixada i en les danses que ballen els ceps, els pagesos, els 7 Savis i en l’escena del triomf final. Jaume Esteve va compondre la música pels pagesos (on és present la gralla), Antoni Torelló va fer la dels ceps, Ramon Oliver la de la cercavila de baixada, Joan Garrobé la dels gegantons, Conrad Gili la del triomf final i Paton Felices la de la ruixada de cava. Fil·loxera i fil·loxeretes porten l’acompanyament de la percussió dels Tabalots.